# Satake Yoshiaki
Satake Yoshiaki (佐竹義昭?; 5 ottobre 1531 – 25 novembre 1565) è stato un samurai e daimyō giapponese del periodo Sengoku, appartenente al clan Satake.
Yoshiaki era il figlio maggiore di Satake Yoshiatsu. Invase le terre del clan Yūki e sconfisse un'armata congiunta Yūki-Ashina. Tempo dopo diede in sposa sua figlia al giovane Utsunomiya Hirotsuna, che era stato cacciato dalle sue terre a Shimotsuke dalla famiglia Nasu. In questo modo Yoshiaki fu in grado di reclamare i domini di Hirotsuna e si stabilì in queste ultime circa nel 1557, continuando il suo progetto di espansione del clan. L'anno seguente sconfisse Oda Ujiharu. 
Dopo una campagna contro il clan Sōma, la salute di Yoshiaki iniziò a vacillare così lasciò la guida del clan al figlio Yoshishige nel 1562.